# Videogiochi commerciali pubblicati come freeware
Questa lista è suscettibile di variazioni e potrebbe essere incompleta o non aggiornata.

In questa lista sono elencati videogiochi che, dopo una iniziale distribuzione commerciale, sono stati dichiarati freeware dagli sviluppatori o dai loro editori per diversi motivi, ad esempio per promuovere un nuovo episodio di una serie. Questa lista non contiene videogiochi pubblicati come software libero (free software). Altri (elencati nella parte finale) sono titoli che sono stati disponibili gratuitamente per un determinato lasso di tempo, e ora non sono più freeware.

## Videogiochi disponibili

### 0–9
- 3 in Three (1989), rompicapo per Mac OS sviluppato da Cliff Johnson.

### A
- Abe Lincoln Must Die! (2007), la quarta parte della serie a episodi di Sam & Max realizzata da Telltale Games, pubblicato come freeware il 5 novembre 2007.
- Abuse (1996), platform della Crack Dot Com.
- Adventureland (1978), avventura testuale di Scott Adams.
- The Adventures of Fatman (2003), an avventura grafica della SOCKO! Entertainment
- The Adventures of Maddog Williams in the Dungeons of Duridian (1992), avventura grafica per Atari ST e PC della Game Crafters
- The Adventures of Robby Roto! (1981), videogioco arcade della Bally Midway.
- Akalabeth (1979), o "Ultima 0", videogioco di ruolo di Richard Garriott.
- Alien Carnage (1994), o Halloween Harry, platform pubblicato da Apogee Software.
- Allegiance (2000), ibrido sparatutto/RTS di Microsoft Research.
- Anacreon: Reconstruction 4021 (1987), strategico di George Moromisato.
- Antheads: It Came from the Desert 2 (1990) espansione di It Came from the Desert.
- ArchLord (2006), MMORPG fantasy
- Arctic Adventure (1991), platform pubblicato da Apogee Software.
- Area 51 (2005), sparatutto in prima persona per Microsoft Windows della Midway Games. È sponsorizzato dalla US Air Force.
- At the Carnival (1989), rompicapo per Apple Macintosh e MS-DOS scritto da Cliff Johnson.

### B
- BackLash (2003), sparatutto di Sanctuary Software.
- Battle Chess (1988), videogioco di scacchi pubblicato come freeware nel 1994 per celebrare il successo del secondo capitolo, Battle Chess II.
- Battlecruiser 3000AD (1996), simulatore spaziale di Derek Smart.
- Battlecruiser Millennium (2003), simulatore spaziale di Derek Smart.
- BattleForge (2009), videogioco strategico pubblicato da Electronic Arts.
- BC Kid (1992), videogioco a piattaforme di Factor 5.
- BC Racers (1993), simulatore di guida di Core Design.
- Beneath a Steel Sky (1994), avventura grafica di Revolution Software, distribuita per supportare il progetto ScummVM.
- Beyond the Titanic (1986), avventura testuale di Apogee Software.
- Beyond Castle Wolfenstein (1984), videogioco stealth di Muse Software
- Bio Menace (1993), videogioco a piattaforme di Apogee Software, pubblicato nel dicembre 2005.
- Blades of Exile (1997), videogioco di ruolo per Apple Macintosh e Windows di Jeff Vogel, pubblicato da Spiderweb Software.
- BMX Simulator, videogioco d'azione di Codemasters. Versione per Commodore 64 distribuita con apposito emulatore.
- Boppin' (1994), videogioco rompicapo di Apogee Software, dichiarato freeware nel 2005.

### C
- Castle of the Winds (1989), videogioco di ruolo per Windows 3.x, sviluppato da SaadaSoft.
- Castle Infinity (1996), MMOG di Starwave.
- Caves of Thor (1989), videogioco a labirinto di Apogee Software.
- Championship Manager 01/02 (2001), manageriale di calcio di Sports Interactive, pubblicato da Eidos Interactive.
- Chinese Checkers (1991), rompicapo di ImagiSOFT.
- Conquests of Camelot: The Search for the Grail (1989), avventura grafica di Christy Marx.
- Conquests of the Longbow: The Legend of Robin Hood (1992), avventura grafica di Christy Marx.
- Conquest of Elysium II (1997), strategico di Shrapnel Games.
- Clonk Endeavour (2004), strategico di RedWolf Design, pubblicato nel 2008.
- Clyde's Adventure (1992), videogioco a piattaforme di Moonlite Software.
- Clyde's Revenge (1995), videogioco a piattaforme di Moonlite Software.
- Command & Conquer (1995), strategico in tempo reale di Westwood Studios.
- Command & Conquer: Red Alert (1996), strategico in tempo reale di Westwood Studios.
- Command & Conquer: Tiberian Sun (1999), strategico in tempo reale di Westwood Studios.
- Command & Conquer: Tiberian Sun Firestorm (2000), espansione di Tiberian Sun.

### D
- Dark Ages (1991), videogioco a piattaforme di Apogee Software.
- Dark Sun: Shattered Lands (1993), videogioco di ruolo di SSI disponibile nel sito "Dark Sun Online: The Age of Heroes"
- Dark Sun: Wake of the Ravager (1993), videogioco di ruolo di SSI disponibile nel sito "Dark Sun Online: The Age of Heroes"
- Death Rally (1996), videogioco di guida arcade realizzato da Remedy Entertainment e pubblicato da Apogee.
- Defender of the Crown (1986), strategigo di Cinemaware.
- Dink Smallwood (1997), videogioco di ruolo di RTsoft
- Drascula: The Vampire Strikes Back (1996), avventura grafica di Alcachofa Soft
- Ducks (2006), videogioco di Hungry Software

### E
- The Elder Scrolls: Arena (1994), videogioco di ruolo di Bethesda Softworks; la versione floppy disk è stata distribuita come freeware nel 2004, per il decennale della saga e per pubblicizzare il quarto episodio Oblivion.
- Elite (1984) ed Elite + (1991), simulazioni di commercio e combattimento spaziale di Acornsoft, pubblicati nel 1999 dall'autore Ian Bell.
- Enemy Nations (1997), strategico in tempo reale di Windward Studios.

### F
- F.E.A.R. Combat (2006), la porzione multiplayer dello sparatutto in prima persona F.E.A.R., di Monolith Productions.
- Fish Fillets (1998), rompicapo di Altar Games, pubblicato sotto licenza GPL.
- Flight of the Amazon Queen (1995), avventura grafica di Interactive Binary Illusions, distribuita per supportare il progetto ScummVM.
- Florensia (2008), MMORPG di Netts.
- The Fool's Errand  (1987), rompicapo di Cliff Johnson.
- Full Spectrum Warrior (2004), sparatutto tattico di Pandemic Studios, pubblicato il 29 settembre 2008 con inserti pubblicitari.

### G
- Gates of Skeldal (1998), videogioco di ruolo di Napoleon Games.
- Glider e Glider PRO, simulatori di aerei di carta.
- Galactic Patrol (1998), sparatutto di Monkey Byte Games.
- God of Thunder, rompicapo di Adept Software.
- Grand Theft Auto (1998), videogioco di Rockstar Games, pubblicato come freeware previa registrazione sul sito.
- Grand Theft Auto 2 (1999), videogioco di Rockstar Games, pubblicato come freeware previa registrazione sul sito.
- Gridlee (1983) videogioco arcade di Videa.
- Ground Control (2000), strategico in tempo reale prodotto da Massive Entertainment, donato nel 2004 per promuovere il seguito Ground Control II: Operation Exodus.

### H
- Hardwired (1994), versione non definitiva di Red Zone, sparatutto per Sega Mega Drive.
- Helherron (1984), videogioco di ruolo scritto da Antti Kuukka.
- Heros: The Sanguine Seven (1993), pubblicato come freeware dall'autore nel 2005.
- Hidden and Dangerous Deluxe (1999), videogioco di Illusion Softworks, pubblicato come freeware per promuovere il seguito Hidden & Dangerous 2.
- The Hitchhiker's Guide to the Galaxy (1984), avventura testuale di Infocom, è disponibile come gioco online nel sito della BBC.

### I
- Infantry (1999), un MMORPG 2D simile a PlanetSide. Pubblicato come freeware nel 2007.
- Inner Worlds (1996), videogioco a piattaforme di Sleepless Software.
- Iron Seed (1994), strategico in tempo reale pubblicato dall'autore per promuovere il seguito Iron Seed 2.
- It Came from the Desert (1989), avventura grafica di Cinemaware.

### J
- Jetpack (1993), videogioco a piattaforme di Adept Software.

### K
- Katakis (1987), uno sparatutto a scorrimento per Amiga di Factor 5.
- Ken's Labyrinth (1993), sparatutto in prima persona di Ken Silverman.
- Kiloblaster (1992), sparatutto di Epic MegaGames, dichiarato freeware il 4 agosto 2008.
- King of Chicago (1987), un ibrido di strategia, azione e avventura di Cinemaware.
- Kroz (1987), il primo gioco di Apogee Software. L'intera serie è stata dichiarata freeware in marzo 2009.
- Kye (1992), rompicapo di Colin Garbutt.

### L
- Lode Runner Online: Mad Monks' Revenge, platform di Sierra Entertainment, seguito del classico Lode Runner.
- Lords of the Rising Sun (1988), versione Amiga di un videogioco sviluppato da Cinemaware.
- Lure of the Temptress (1992), avventura grafica di Revolution Software.

### M
- Mad TV (1991), manageriale di Rainbow Arts.
- Maelstrom (1994), sparatutto a scorrimento di Ambrosia Software.
- Major Stryker (1993), sparatutto a scorrimento di Apogee Software, pubblicato come freeware nel marzo 2006.
- Marathon Trilogy, trilogia di sparatutto in prima persona di Bungie composta da Marathon e relativi seguiti.
- MechWarrior 4: Vengeance (2000), videogioco d'azione di FASA Interactive.
- Monuments of Mars (1990), plaftorm di Apogee Software, pubblicato come freeware nel marzo 2009.

### N
- No Gravity (1998),  simulatore spaziale di Realtech VR.

### O
- One Must Fall: 2097 (1994), a fighting game by Diversions Entertainment, declared freeware on February 10, 1999.
- onEscapee (1997), an action-adventure game by Invictus Games, Ltd., released as freeware on January 26, 2006.
- Overkill (1993), sparatutto a scorrimento di Epic MegaGames.

### P
- Pharaoh's Tomb (1990), plaftorm di Apogee Software. Dichiarato freeware nel marzo 2009.
- Psion Chess (1984), videogioco di scacchi liberato nel 2006.
- Purge (2003), uno sparatutto in prima persona online di Freeform Interactive.

### R
- Railroad Tycoon Deluxe (1993), manageriale di MicroProse.
- Redhook's Revenge (1993), gioco strategico di ImagiSOFT.
- Riftspace (2000) di Starwraith 3D Games, simulazione spaziale alla Elite.
- Rise and Fall: Civilizations at War (2006), strategico in tempo reale/sparatutto in terza persona di Stainless Steel Studios e Midway Games, distribuito come freeware grazie alla sponsorizzazione della US Air Force.
- Rocket Ranger (1988), videogioco d'azione di Cinemaware
- R-Type (1987), versione Amiga del classico sparatutto a scorrimento, sviluppato da Factor 5 e scaricabile gratuitamente nel loro sito.

### S
- Savage: The Battle for Newerth (2004), ibrido fra FPS e RTS di S2 Games.
- Savage 2: A Tortured Soul (2008), sequel di Savage: The Battle for Newerth, pubblicato freeware il 9 dicembre 2008.
- S.D.I. (1987), avventura dinamica di Cinemaware.
- Shadowbane (2003), un MMORPG fantasy di Ubisoft, donato nel 2006.
- SimCity (1989), manageriale pubblicato sotto licenza GPLv3 per il progetto One Laptop Per Child project, con il nome di Micropolis.
- Sinbad and the Throne of the Falcon (1987), videogioco d'azione di Cinemaware.
- SkyRoads (1993), videogioco a piattaforme/puzzle di Bluemoon Interactive.
- Spheres of Chaos (1992), sparatutto di Iain McLeod, donato nell'ottobre 2007.
- Star Control II (1992), ibrido avventura grafica sparatutto pubblicato sotto licenza GPL da Toys For Bob con il nome The Ur-Quan Masters nel 2002.
- StarCraft (1998),  strategia in tempo reale sviluppato dalla Blizzard Entertainment, donato nel 2017.
- Stargunner (1996) sparatutto a scorrimento di Apogee Software, donato nel 2005.
- Starsiege: Tribes (1998), sparatutto in prima persona di Dynamix/Sierra On-Line, distribuito nel 2004 per promuovere Tribes: Vengeance.
- Star Wraith II (2000).
- Star Wraith III: Shadows of Orion (2000), simulatore spaziale di Starwraith 3D Games.
- Star Wraith IV: Reviction (2000), sequel di Star Wraith III.
- SubSpace (1997), sparatutto a scorrimento con modalità multiplayer, di Virgin Interactive.
- The Suffering (2005), sparatutto in prima/terza persona a tema horror, donato nel 2008 con inserti pubblicitari.
- Supaplex (1991), rompicapo in stile Boulder Dash di Michael Stopp e Philip Jespersen.
- Supernova (1987), avventura testuale di Apogee Software, pubblicata nel 1998.
- Super ZZT (1992) videogioco di Tim Sweeney e Allen Pilgrim.
- S.W.I.N.E. (2001), strategico in tempo reale di StormRegion, distribuito nel 2005 come S.W.I.N.E. Free Christmas Edition.

### T
- Team Fortress 2 (2007), sparatutto in prima persona multiplayer sviluppato da Valve Software.
- Telengard (1982), videogioco di ruolo del tipo dungeon crawl di Daniel Lawrence.
- TerraFire (1997), action game di ORT Software.
- Titans of Steel: Warring Suns (2003), strategico a turni pubblicato come freeware il 14 febbraio 2008 da Matrix Games.
- Traffic Department 2192 (1994), sparatutto a scorrimento di Epic MegaGames, pubblicato come freeware dall'autore John Pallett-Plowright nel 2007.
- Treasure Island Dizzy (1987), rompicapo di Oliver twins.
- Tribes 2 (2001), sparatutto in prima persona di Dynamix/Sierra On-Line, reso gratuito per la promozione di Tribes: Vengeance.
- Trivia Whiz (1988), gioco a domande multiple di Apogee Software.
- Turboraketti II (1993), gioco per Amiga di Heikki Kosola.
- Tyrian/Tyrian 2.0/Tyrian 2000 (1995, 1996, 1999), sparatutto a scorrimento di Epic MegaGames, pubblicato dall'autore Jason Emery nel 2004.
- TV Sports: Baseball (1989), videogioco sportivo di Cinemaware
- TV Sports: Basketball (1989), videogioco sportivo di Cinemaware
- TV Sports: Boxing (1991), videogioco sportivo di Cinemaware
- TV Sports: Football (1988), videogioco sportivo di Cinemaware

### U
- Universal Combat (2004), a space simulator by Derek Smart, released as freeware on January 2, 2008.

### V
- Vantage Master Online (1998), un RPG tattico di Nihon Falcom, dichiarato freeware nel 2002.

### W
- Wild Metal Country (1999), strategico di Rockstar Games, dichiarato freeware nel 2004.
- Wings (1990), simulatore di volo di Cinemaware.
- Word Whiz (1988),  trivia game di Apogee Software.

### X
- Xargon (1993), plaftorm di Epic MegaGames, dichiarato freeware il 4 agosto 2008.
- Xenophage: Alien Bloodsport (1995), picchiaduro a incontri sviluppato da Argo Games e Apogee Software, donato nel 2006.

### Z
- Zero Tolerance (1994), sparatutto in prima persona per Sega Mega Drive sviluppato da Technopop.
- ZZT (1991), videogioco d'azione di Epic Megagames.

## Videogiochi non più disponibili
I seguenti sono titoli commerciali che sono stati pubblicati come freeware per un periodo limitato di tempo, e ora non sono legalmente distribuibili in maniera gratuita.
- B-17 Flying Fortress (1992), simulatore di volo di MicroProse.[1]
- Betrayal at Krondor (1993), videogioco di ruolo della Dynamix.[1]
- Caesar (1993), manageriale della Sierra.[1]
- Far Cry (2004), sparatutto in prima persona sviluppato da Crytek. Ubisoft lo ha reso disponibilie per una promozione di quattro giorni per il sito FilePlanet.
- Gateway (1992), avventura grafica di Legend Entertainment.
- Prince of Persia: The Sands of Time (2003), avventura dinamica in terza persona sviluppata da Ubisoft Montreal.[2]
- Rayman Raving Rabbids (2006), titolo party della serie Rayman, sviluppato da Ubisoft Montpellier.
- Red Baron 3D (1998), simulatore di volo della Sierra.[1]
- Tom Clancy's Ghost Recon (2001), sparatutto tattico di Ubisoft. Disponibile per i soli residenti americani.[3]
- Zork I, Zork II, Zork III, e Zork: The Undiscovered Underground, avventure testuali della Infocom.[1]